# Cimetière français de Saïgon

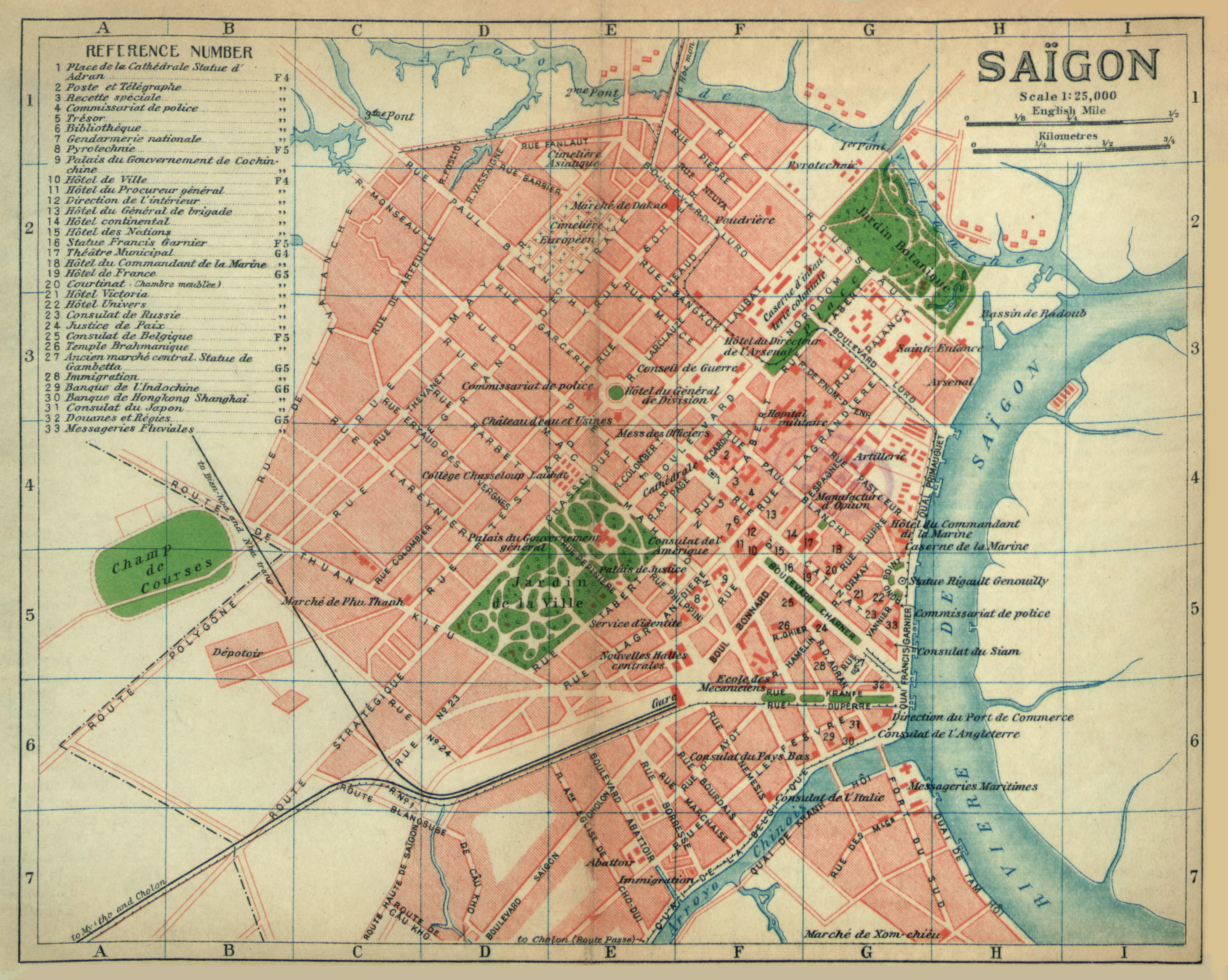
Plan de la ville de Saïgon en 1920 avec le cimetière européen au nord de la ville.

Le cimetière français, ou cimetière européen ou cimetière Massiges, est un cimetière chrétien aujourd'hui disparu de la ville de Saïgon (aujourd'hui Ho-Chi-Minh-Ville) en Indochine française, puis en République du Vietnam du Sud. Ouvert en 1859, il a été détruit en 1983. Il a pris le nom de cimetière Mạc-Đĩnh-Chi en 1955. 

## Histoire
Ce cimetière a ouvert en 1859 au cours de l'expédition de Cochinchine, d'abord comme cimetière militaire autour de la citadelle de Saïgon pour les soldats français morts au combat. Il est situé au nord-ouest de la ville d'alors. il est ouvert aux civils à partir des années 1860, pour la plupart des colons français, dont beaucoup mouraient de maladies tropicales (malaria, choléra, dysenterie, etc.). Y furent enterrés aussi des marchands allemands qui étaient nombreux en Cochinchine française, ainsi que quelques matelots de la flotte impériale russe. Un petit cimetière « annamite » y est installé au nord pour les indigènes convertis au catholicisme. Le cimetière d'abord administré par la marine, l'est par la municipalité à partir des années 1880 par le biais du bureau du service régional d'hygiène de Saïgon. En 1895, on trouvait au cimetière européen les tombes de 239 soldats français.
Au fil des années, Saïgon devient une grande métropole coloniale et l'on y aménage des sépultures sculptées de fonctionnaires, de colons, de négociants français et des chapelles funéraires de dynasties bourgeoises et de grands planteurs de l'époque.
Au début des années 1920, la rue de Bangkok, au bout de laquelle se trouvait la porte principale du cimetière, fut rebaptisée en rue de Massiges d'après un champ de bataille pendant la Première Guerre mondiale. Le cimetière était donc connu aussi sous le nom de « cimetière (de la rue) de Massiges ». En plus des Français, les membres de la classe supérieure francophile catholique vietnamienne ont de plus en plus choisi le cimetière comme leur dernière demeure. Le cimetière possède plusieurs monuments aux morts et un monument en hommage aux victimes des 24, 25 et 26 septembre 1945 morts pour la France. Au milieu du rond-point central se dresse une haute croix de calvaire avec l'inscription suivante sur le socle: Beati mortui qui in Domino moriuntur.
En 1955, lorsque les Français partent d'Indochine, le cimetière est renommé par les nouvelles autorités sud-vietnamiennes en cimetière Mạc Đĩnh Chi. Dans les deux décennies suivantes, ce cimetière abrite en majorité le dernier repos de familles vietnamiennes aisées. C'est ici qu'est enterré en novembre 1963 le président assassiné Ngô Đình Diệm et son frère, tous les deux catholiques. Le président Nguyễn Văn Thiệu y est enterré en 1971 dans la partie caodaïste du cimetière près du mur ouest. 

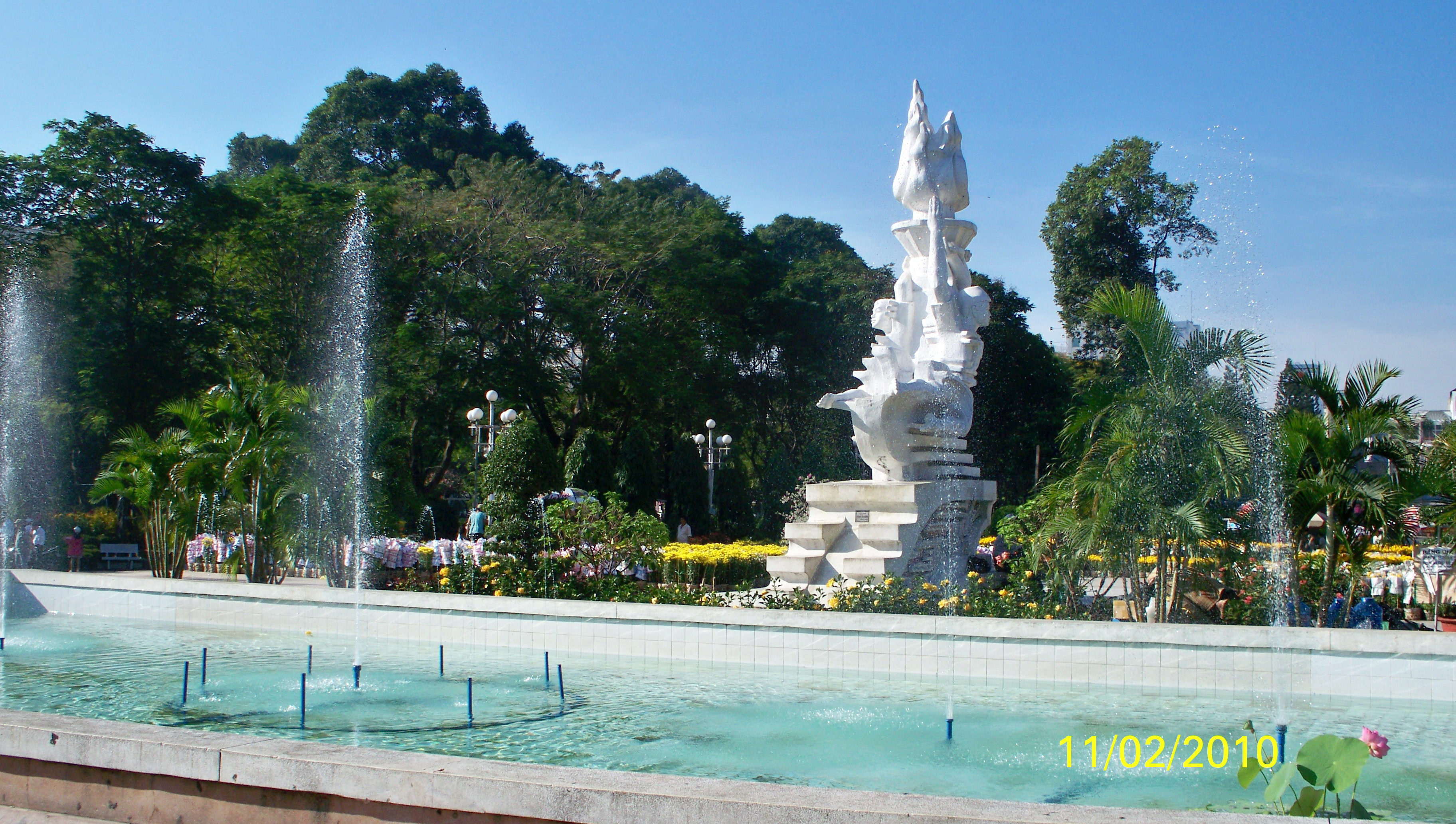
Vue du parc Lê-Văn-Tám (2010).

Lorsque Saïgon tombe aux mains des communistes en 1975, le cimetière est déconfessionnalisé. Finalement, il est détruit en 1983 car « considéré comme un symbole de la décadence occidentale ». Les familles ont deux mois pour transférer les dépouilles de leurs défunts ailleurs avant que les bulldozers ne fassent leur œuvre. Les tombes militaires des soldats français sont transférées au cimetière de Fréjus. Le monument de Pierre Pigneau de Behaine est détruit. En 1986, les autorités ordonnent aussi la destruction du cimetière militaire français de Bảy Hiền et le cimetière chrétien de Vũng Tàu.
Un parc est aménagé à l'emplacement du cimetière sous le nom de parc Lê Văn Tám (Công viên Lê Văn Tám) avec un monument à la résistance vietnamienne contre le colonialisme français. Il est rénové en 2010.

## Personnalités inhumées
Par date de décès
- Ernest Doudart de Lagrée (1823-1868), explorateur du Mékong (cendres transférées en France dans son village natal de Saint-Vincent-de-Mercuze)
- Francis Garnier (1839-1873), enterré avec le précédent (en 1987, les cendres de Garnier ont été placées dans le monument orné de son buste dû au sculpteur Denys Puech qui se trouve place Camille-Jullian à Paris)
- Marie-Alfred Foulhoux (1840-1892), architecte (avec buste)
- Paul Blanchy (1837-1901), maire de Saïgon
- Alphonse Bonhoure (1864-1909), administrateur colonial, restes transférés au cimetière de Nîmes en 1955
- Alain de Penfentenyo de Kervéréguin (1921-1946), officier de marine
- Grace Cadman (1876-1946), missionnaire protestante anglaise
- Nguyễn Văn Thinh (1888-1946), premier président de la république autonome de Cochinchine
- Henry Chavigny de Lachevrotière (1883-1951), journaliste et homme politique
- Charles Chanson (1902-1951), général et gouverneur de la Cochinchine française
- Ngô Đình Diệm (1901-1963), président du Vietnam du Sud
- Ngô Đình Nhu (1910-1963), frère du précédent
- Lê Văn Tỵ (1904-1964), maréchal de l'armée du Vietnam du Sud
- François Sully (1927-1971), journaliste[2]